# Cerapachys mayri
Cerapachys mayri é uma espécie de formiga do gênero Cerapachys.